# QR Большого Пса
QR Большого Пса (лат. QR Canis Majoris) — двойная затменная переменная звезда типа W Большой Медведицы (EW) в созвездии Большого Пса на расстоянии (вычисленном из значения параллакса) приблизительно 19163 световых лет (около 5875 парсеков) от Солнца. Видимая звёздная величина звезды — от +18m до +17,68m. Орбитальный период — около 0,4712 суток (11,309 часов).